# Neurogomphus paenuelensis
Neurogomphus paenuelensis là loài chuồn chuồn trong họ Gomphidae. Loài này được Cammaerts mô tả khoa học đầu tiên năm 2004.